# Yahya Mohamed Abdullah Saleh
Yahya Mohamed Abdullah Saleh é sobrinho do ex-presidente do Iêmen, Ali Abdullah Saleh, e foi comandante da Organização Central de Segurança de 2001  a 21 de maio de 2012.  Saleh foi substituído pelo Major General Fadhel Bin Yahiya al-Qusi.
Após sua demissão Yahya enviou uma carta ao presidente Abd Rabbuh Mansur Hadi, expressando seu apoio a Hadi. 